# Худиня (Витанє)
Худиня (словен. Hudinja) — поселення в общині Витанє, Савинський регіон, Словенія. 
Висота над рівнем моря: 1074,6 м.